# Liste der kriegführenden Staaten im Großen Nordischen Krieg

Europa im Jahr 1701

Die Liste der kriegführenden Staaten im Großen Nordischen Krieg enthält alle kriegsbeteiligten Staaten im Krieg von 1700 bis 1721.

## Überblick der Staatenwelt in Nordeuropa um 1700
Die kriegführenden Staaten gehören zum Nord-osteuropäischen Kulturkreis. Für einen kurzen Zeitraum von 1709 bis 1711 verlagerte sich der Konflikt in den östlichen Raum Europas, ohne damit die geografische Konzentration auf den Ostseeraum zu verlieren.
Innerhalb dieses Kulturraums war Schweden um 1700 die europaweit anerkannte Großmacht, die entsprechend den Norden politisch gestaltete. Das Zarentum Russland folgte auf Rang zwei. Vom Potenzial her Schweden deutlich überlegen, litt Russland zu der Zeit unter einem Rückstand auf allen gesellschaftlichen Gebieten im Vergleich zum restlichen Europa. Zudem war das Land politisch weiterhin isoliert. Polen-Litauen befand sich seit mehreren Jahrzehnten in einem politischen Verfallsprozess. Dies änderte auch nicht die Personalunion mit dem Reichsterritorium Kursachsen. Dessen Herrscher blieb in Polen eine Randfigur und den Adelskonföderationen ausgeliefert. Dänemark hatte den Rang einer Mittelmacht inne und verfügte über eine starke Flotte, die paritätisch zur schwedischen Marine war. Preußen und Kurhannover erlebten um 1700 erhebliche Machtausweitungen. So stieg Preußen 1701 zum Königreich auf, errang dadurch eine vollständige Souveränität. Hannover hatte zuvor die Kurwürde erlangt, das Fürstentum Lüneburg-Celle inkorporiert, eine ansehnliche Armee aufgebaut und dessen Kurfürst den englischen Thron übernommen. Dadurch verfügte der Staat ebenso über vollumfänglichen Handlungsspielraum. Die deutschen Mittelstaaten Mecklenburg und Schleswig-Holstein-Gottorf wurden ebenso in die Kampfhandlungen hineingezogen, ohne als eigenständiger Akteur eine Rolle zu spielen. Die niederländischen Generalstaaten verfolgten ebenso wachsam die Ereignisse im Ostseeraum, hielten sich aber in den Auseinandersetzungen im Hintergrund.
Die osteuropäische Staatenwelt war weit weniger konsolidiert und gegliedert als die westliche und wies geringere staatliche Grundstrukturen auf. Deren Staatsgebilde waren häufiger personell gebunden und entsprechend instabil. Die Saporoger Kosaken hatten ein Staatswesen in der Ukraine aufgebaut und beteiligte sich ebenso im Krieg wie das Fürstentum Moldau auf Seiten Russlands im Krieg gegen das Osmanische Reich. Das Khanat der Krim unterstützte seinerseits als Vasall die Türkei.
Parallel zu dieser Staatenwelt bekriegten sich die westlichen und südlichen Staaten Europas im Spanischen Erbfolgekrieg. Das Königreich Großbritannien sorgte über diplomatische Initiativen mehrfach dafür, dass beide Staatenwelten getrennt blieben und kein gesamteuropäischer Krieg entstand.

## Liste der Staaten
| Staat                                | Seite                                                                                    | Kriegseintritt  | Kriegsaustritt  | Friedensverträge |
| ------------------------------------ | ---------------------------------------------------------------------------------------- | --------------- | --------------- | --- |
| Zarentum Russland                    | Nordische Alliierte                                                                      | 1700            | 1721            | 22. Juli 1711 Frieden vom Pruth, 30. August 1721 Frieden von Nystad |
| Kosaken-Hetmanat                     | Nordische Alliierte                                                                      | 1700            | 1721            | siehe Russland |
| Kalmückisches Khanat                 | Nordische Alliierte                                                                      | 1700            | 1721            | siehe Russland |
| Fürstentum Moldau                    | Zarentum Russland                                                                        | 1710            | 1711            | siehe Russland |
| Polen-Litauen                        | 1702–1706 Nordische Alliierte, 1706 bis 1709 Schweden, 1709 bis 1721 Nordische Alliierte | 1702            | 1729            | 28. November 1705 Warschauer Friede, 6. April 1720 Deklaration von Warschau |
| Kurfürstentum Sachsen                | 1700 bis 1706 Nordische Alliierte, 1709 bis 1721 Nordische Alliierte                     | 1. 1700 2. 1709 | 1. 1706 2. 1720 | 24. September 1706 Altranstädter Friede, 7. Januar 1720 Waffenstillstandsangebot von Stockholm |
| Dänemark                             | Nordische Alliierte 1700, 1709 bis 1720                                                  | 1. 1700 2. 1709 | 1. 1700 2. 1720 | 18. August 1700 Frieden von Traventhal, 3. Juli 1720 Frieden von Frederiksborg |
| Preußen                              | Nordische Alliierte                                                                      | 1715            | 1720            | 1. Februar 1720 Frieden von Stockholm |
| Kurfürstentum Hannover               | Nordische Alliierte                                                                      | 1715            | 1719            | 20. November 1719 Frieden von Stockholm (1719) |
| Schwedisches Reich                   | Schweden                                                                                 | 1700            | 1721            | 18. August 1700 Frieden von Traventhal, 28. November 1705 Warschauer Friede, 24. September 1706 Altranstädter Friede, 20. November 1719 Frieden von Stockholm (1719), 7. Januar 1720 Waffenstillstandsangebot von Stockholm, 1. Februar 1720 Frieden von Stockholm, 6. April 1720 Deklaration von Warschau, 3. Juli 1720 Frieden von Frederiksborg, 30. August 1721 Frieden von Nystad |
| Osmanisches Reich                    | Schweden                                                                                 | 1710            | 1711            | 22. Juli 1711 Frieden vom Pruth |
| Khanat der Krim                      | Osmanisches Reich                                                                        | 1710            | 1711            | siehe Osmanisches Reich |
| Herzogtum Schleswig-Holstein-Gottorf | Schweden                                                                                 | 1700            | 1721            | siehe Schweden |
| Republik der Vereinigten Niederlande | Schweden                                                                                 | 1700            | 1700            | (30. Januar 1700 Defensivallianz von Den Haag und London) |
| Königreich Großbritannien            | Schweden                                                                                 | 1700            | 1700            | (30. Januar 1700 Defensivallianz von Den Haag und London) |